# St. Peter und Paul (Weildorf)

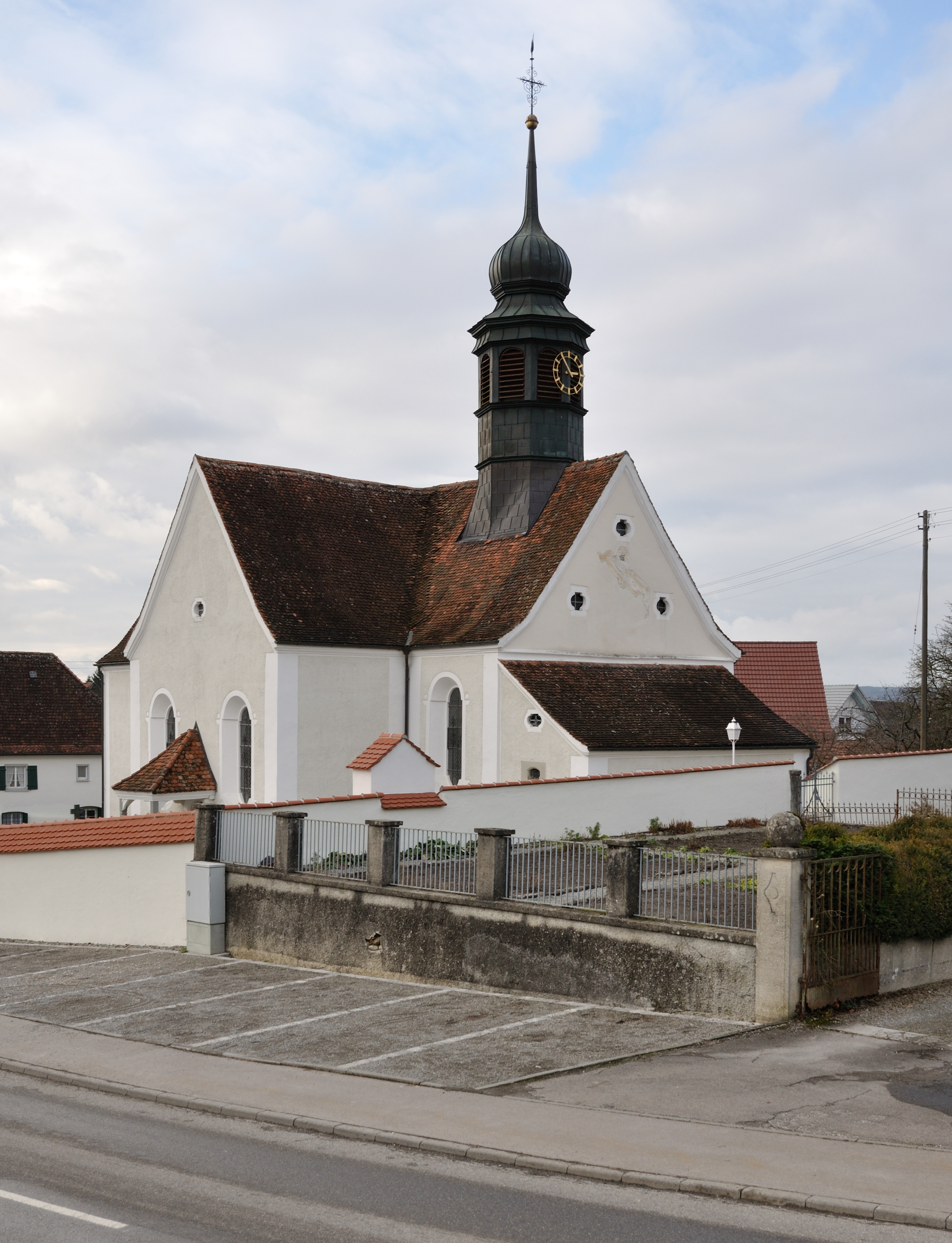
St. Peter und Paul in Weildorf

Die römisch-katholische Pfarrkirche St. Peter und Paul steht in Weildorf, einem Ortsteil der Gemeinde Salem im Bodenseekreis in Baden-Württemberg. Die Kirchengemeinde gehört zum Dekanat Linzgau im Erzbistum Freiburg. Das Bauwerk ist beim Landesamt für Denkmalpflege Baden-Württemberg als Baudenkmal eingetragen.

## Beschreibung

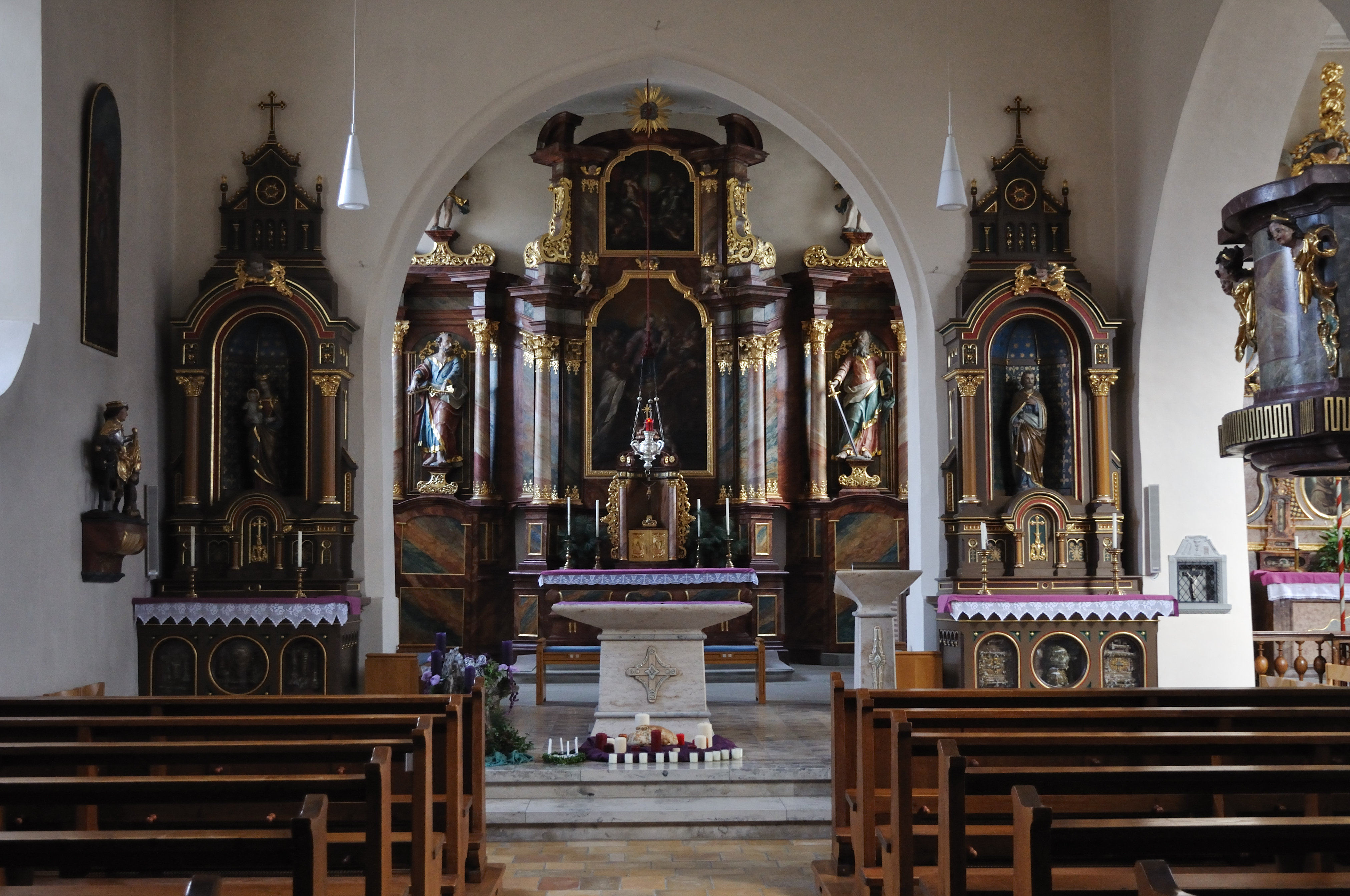
Blick zum Chor

Die spätgotische Saalkirche wurde um 1490 erbaut und vor 1689 unter dem Abt der Reichsabtei Salem umgebaut. Sie besteht aus einem Langhaus, einem gerade geschlossenen Chor im Osten und einem südlichen Querarm am Langhaus. Auf dem Dach des Chors erhebt sich ein sechseckiger Dachreiter, der die Turmuhr und den Glockenstuhl beherbergt, und der mir einer Zwiebelhaube bedeckt ist. Die Sakristei wurde 1696 im Osten des Chors angebaut.
Zur Kirchenausstattung gehört ein Kreuzweg, den Joseph Anton Feuchtmayer gestaltet hat. Die Orgel wurde 1855 von E. Hieber & Stephan Schuhmacher gebaut.